# Scena del Diluvio (Joseph-Désiré Court)
La Scena del Diluvio (Une scène du Déluge o Le Déluge) è un dipinto di Joseph-Désiré Court realizzato a partire dal 1826. Illustra il mito cataclismico del diluvio universale, ispirato dal libro della Genesi, 7, 1-12.
Fu esposto al Salone del 1827 al Louvre (il museo nazionale della Francia), il 4 novembre, e Court vi partecipò come vincitore del premio di Roma, ragion per cui non poté concorrere per le medaglie assegnate alla fine di questo Salone. Lo stato comprò l'opera per 3000 franchi. Il quadro fa parte delle collezioni del museo di belle arti di Lione.

## Storia
Sei anni dopo aver vinto il premio di Roma, Joseph-Désiré Court dipinse la Scena del Diluvio, una tela che verrà esposta lo stesso anno a Parigi, nella Francia borbonica della Restaurazione sulla quale Carlo X regnava dal 1824. L'influenza del re si manifestò durante il Salone del 1827, dato che la mostra aprì le porte il 4 novembre, il giorno della festa del re, e che i membri della giuria erano stati scelti dal sovrano.

## Descrizione
Court scelse di rappresentare una scena limitata a un quadro ristretto, con un'azione incentrata su quattro personaggi. Un uomo nudo si trova su un macigno e allunga una mano per provare ad afferrare quelle di un vecchio trascinato dall'acqua. A destra, una donna semisommersa si aggrappa a un ramo e, con le lacrime agli occhi, solleva il proprio bambino, nella speranza che l'uomo lo salvi. Si ritiene che i personaggi facciano parte della stessa famiglia, pertanto l'opera ritrarrebbe un uomo costretto a scegliere se salvare suo figlio o suo padre, e dal gesto sembra che abbia scelto quest'ultimo. Un'interpretazione popolare vede nel dipinto un'allegoria dell'uomo che rimane attaccato al passato (l'anziano), finendo per non concentrarsi sul futuro (il bambino).
Si distinguono due insiemi: la coppia della donna e del bambino, ridotta alla metà inferiore dell'inquadratura, caratterizzata da una gamma cromatica molto chiara e da delle forme tonde che contrastano con le linee precise dei muscoli e dei tendini degli uomini; la seconda coppia è quella dell'uomo e del vecchio, che attraversa quasi per intero l'inquadratura, riuniti dall'asse del braccio teso e caratterizzata dalle tinte più calde. La luce si concentra sulla scena, tutta la roccia non è illuminata allo stesso modo e sotto il corpo dell'uomo la si vede coperta d'ombre. 
I personaggi a sinistra, in profondità, prendono appena forma nell'oscurità. La profondità è introdotta orizzontalmente: il ramo a destra sembra essere il punto più vicino allo spettatore, come se uscisse dall'inquadratura, e viceversa il lato sinistro non offre che un piano molto più scuro nel quale si definisce appena la linea di un macigno, illuminato molto poco da delle tinte rosso granito che si intonano alla capigliatura del personaggio centrale.